# PEACE$TONE
PEACE$TONE（ピースストーン）は、男女混声ボーカルグループ。元ハーモニープロモーション所属のロックバンドTHETAのボーカルTERRA、ギタリストのやまんchang、元モーニング娘。の福田明日香の3人で結成されたグループ。2020年3月現在時点でのメンバーは男1、女3の4人組。所属レコード会社はおせちレコード。事務所はSTONE Project。イメージカラーは緑。アシンメトリーな歌声とデジタルとアナログをMixさせたサウンドが特徴的なグループ。2021年現在無期限活動休止中（後述参照）。

## メンバー
- TERRA（てら）

ヴォーカル、作詞、作曲。東京都出身。元THETAのヴォーカル担当。
- asuka

結成時からのボーカル。
元モーニング娘。オリジナルメンバー。福田明日香。東京都出身。
- アユミ

コーラス兼ダンサー。青森県八戸市出身。
- えつ

コーラス兼ダンサー。埼玉県出身
旧メンバー
- やまんchang（やまんちゃん）

プログラミングを担当。東京都出身。元THETAのギター担当。現在は楽曲制作など裏方専念にしている。
TERRAと「再起$TONE」を結成。
- aya

コーラス兼ダンサー。元Say-Youパフォーマンスドール。
2017年9月に人事異動のため、グループを離れ、ayumiと「はちみつと月」を結成。

## 概要
2011年2月14日「文化の力で、ココロ豊かに」を信念に掲げPEACE$TONE結成。フェイバリットに挙げる「ザ・ビートルズ」と「ジャック・ジョンソン」を基調に"オーガニック・ミクスチャー"というアコースティックギターがマッチし多彩なジャンルを組み合わせた風通しの良い音楽を奏でる。
Vo.TERRAとGt/Prog.やまんchangが在籍していた前身バンド「THETAθ（シータ）」（元ハーモニープロモーション）ではTV「うたばん」の企画で本州最北端・下北半島(青森)～下北沢(東京)を、機材と寝袋を積んだリヤカーを引きながら(所持金\0)、CD1000枚を手売りしたお金だけで生活して徒歩で帰って来るという「音楽で飯を食う企画」を達成した、ど根性魂がある。
ザ・キャプテンズのテッドやヨースケとも深く交流がある。交流のある（またはあった）人物には松井絵里奈、元AKB48、現NMB48藤江れいななど多方面で交流がある。LIVEでは元SDN48三ツ井裕美とも共演。

## 来歴
- 2010年 11月、幼なじみだったTERRA(Vox)とやまんchang（Prog./Gt.）、福田明日香が大田ふれあいフェスタに出演の為、結成[要出典] 。
- 2011年 2月14日、「文化の力で、ココロ豊かに」を信念に掲げ[要出典]PEACE$TONEとなる。11月9日、クラウン徳間よりアルバム『ダブル・ファンタジー』でメジャーデビュー。
- 2012年 FM FUJIにて１年間ラジオパーソナリティを務める
- 2014年 「Yahoo!映像トピックスアワード2014」（世界各国で視聴され話題となった映像ランキング）総合部門にてLIVE映像が44位にランクイン。
- 2015年 3月14日、おせちレコードより2ndアルバム前編『Door's〜夢の住人〜』をリリース。7月12日、おせちレコードより2ndアルバム後編『Door's〜時の旅人〜』をリリース。
- 2017年 2月25日、『PEACE$TONE6周年記念イベント』を上野まなをスペシャルゲストに迎え[1]自由が丘マルディグラにて開催。
- 2017年 3月8日、青森県八戸市の商店街とコラボし、おせちRECORDSより1stシングル『ケセラセラ/はやぶさは想いを乗せて』をリリース。
- 2017年 10月18日、3rdアルバム『ドラマ』をリリース
- 2020年4月10日、グループの無期限活動休止を発表。また、アユミ（コーラス／ダンス）のグループからの脱退、一般男性との結婚を機に芸能活動からも引退することが合わせて発表される[2]。

## 作品

### アルバム
|         | 発売日         | タイトル                            |
| ------- | -------------- | ----------------------------------- |
| 1st     | 2011年11月9日  | ダブル・ファンタジー                |
| 2nd前編 | 2015年3月14日  | Door's〜夢の住人〜                  |
| 2nd後編 | 2015年7月12日  | Door's〜時の旅人〜                  |
| 1stSG   | 2017年3月8日   | ケセラセラ/はやぶさは想いを乗せて〜 |
| 3rd     | 2017年10月18日 | ドラマ〜                            |

### 配信限定
|     | 発売日        | タイトル          |
| --- | ------------- | ----------------- |
| 1st | 2012年10月3日 | Silent Night      |
| 2nd | 2012年11月3日 | みんな旅人        |
| 3rd | 2012年12月3日 | 椅子取りゲーム    |
| 4th | 2013年1月21日 | ベストスマイル    |
| 5th | 2013年        | もっと、もっと    |
| 6th | 2014年        | 週刊東京「少女A」 |

## タイアップ一覧
- 八王子情報番組『恋する八王子彼女』オープニングテーマ担当中
- 八戸BeFM『ゆうらじHachinohe!』2017年3月エンディング「ケセラセラ」
- 八戸BeFM『ゆうらじHachinohe!』2017年10月エンディング「君らしくあれ」

## 出演

### テレビ
- カミスン!（2011年11月21日、TBS）
- #エンダン（2014年7月18日、NOTTV）
- じっくり聞いタロウ〜スター近況（秘）報告〜（2017年6月30日、テレビ東京）
- あの人が今言いたい事[4]（2017年7月1日、テレビ朝日）
- 良かれと思って!（2017年9月6日・10月4日、フジテレビ）
- ちょっとザワつくイメージ調査 もしかしてズレてる?[5]（2017年10月23日、関西テレビ）
- マジか!その後の人生〜栄光を掴んだ天才10人（2017年12月5日、テレビ東京）
- ヒルナンデス!（2017年12月7日・14日、日本テレビ）
- 2017 FNS歌謡祭（2017年12月13日、フジテレビ）
- THEカラオケ★バトル（2017年12月20日、テレビ東京）
- 旅ずきんちゃん（2017年12月24日、CBCテレビ）
- 明日は我がミーティング（2017年12月26日、TBS）
- 落ちましておめでとうございます（2017年12月31日、テレビ東京）
- ZIP!（2018年1月17日、日本テレビ）
- めざましどようび（2018年1月20日、フジテレビ）

### ラジオ
- オーガニックなコトノハ（2012年1月〜2012年末、FM-FUJI）
- PURE LILY WHITE SONGS（2014年10月・11月、FM浦安） ゲスト
- PURE LILY WHITE SONGS（2015年3月、FM浦安）毎月第4週コーナー
- 渋谷クロスFM（2017年12月）ゲスト

### 新聞
- 2014年東スポ連載